# Xocomecatliet
Het mineraal xocomecatliet is een koper-telluur-oxide met de chemische formule Cu3(TeO4)(OH)4.

## Eigenschappen
Het smaragdgroene xocomecatliet heeft een lichtgroene streepkleur en een orthorombisch kristalstelsel. Het is blauwgroen pleochroïsch, heeft een gemiddelde dichtheid van 4,65 en een hardheid van 4. Het mineraal is niet radioactief.

## Naamgeving
De naam van het mineraal xocomecatliet is afgeleid uit de indianentaal Nahuatl, en betekent druiventrossen. Het werd zo genoemd vanwege de vorm van de kristallen.

## Voorkomen
Het mineraal komt vooral voor in verweerde ryolieten waar hydrothermale activiteit plaatsvond. De typelocatie is de Bambollita-mijn in Moctezuma, Sonora, Mexico.